# Liga a IV-a Bacău
Liga a IV-a Bacău este principala competiție fotbalistică din județul Bacău, organizată de Asociația Județeană de Fotbal (AJF) Bacău, situată în al patrulea eșalon al sistemului de ligi al fotbalului românesc.
Competiția este disputată de un număr variabil de echipe, în funcție de numărul echipelor retrogradate din Liga a III-a, al celor promovate din Liga a V-a Bacău, precum și al echipelor care se retrag sau se înscriu în competiție. Campioana poate sau nu să promoveze în Liga a III-a, în funcție de rezultatul barajului de promovare disputat împotriva campioanei dintr-o serie județeană vecină.

## Istoric
În 1968, în urma noii reorganizări administrative și teritoriale a țării, fiecare județ a înființat propriul campionat de fotbal, integrând echipele din fostele campionate regionale, precum și echipele care evoluau anterior în competițiile orășenești și raionale. Proaspăt înființatul Campionat Județean Bacău a fost pus sub autoritatea nou-înființatului Consiliu Județean pentru Educație Fizică și Sport (CJEFS) Bacău.
De atunci, organizarea și structura principalei competiții din Bacău, la fel ca și cele ale altor campionate județene, au suferit numeroase modificări. Între 1968 și 1992, competiția a fost cunoscută sub denumirea Campionatul Județean. În 1992 a fost redenumită Divizia C – Faza Județeană, din 1997 s-a numit Divizia D, iar din 2006 poartă numele Liga a IV-a.

## Lista campioanelor

### Campionatul Regional Bacău
| Ed. | Sezon   | Campioană             |
| --- | ------- | --------------------- |
| 1   | 1951    | Flamura Roșie Bacău   |
| 2   | 1952    | Dinamo Bacău          |
| 3   | 1953    | Flamura Roșie Buhuși  |
| 4   | 1954    | Flacăra Moinești      |
| 5   | 1955    | Avântul Piatra Neamț  |
| 6   | 1956    | Oituz Târgu Ocna      |
| 7   | 1957–58 | CSA Bacău             |
| 8   | 1958–59 | Steaua Roșie Bacău    |
| 9   | 1959–60 | Steaua Roșie Bacău    |
| 10  | 1960–61 | Ceahlăul Piatra Neamț |
| 11  | 1961–62 | Textila Buhuși        |
| 12  | 1962–63 | Chimia Onești         |
| 13  | 1963–64 | Victoria Piatra Neamț |
| 14  | 1964–65 | Minerul Comănești     |
| 15  | 1965–66 | Victoria Bacău        |
| 16  | 1966–67 | Știința IP Bacău      |
| 17  | 1967–68 | Știința IP Bacău      |

### Campionatul Județean Bacău
| Ed.                  | Sezon                | Campioană                            |
| Campionatul Județean | Campionatul Județean | Campionatul Județean                 |
| -------------------- | -------------------- | ------------------------------------ |
| 1                    | 1968–69              | Minerul Comănești                    |
| 2                    | 1969–70              | Oituz Târgu Ocna                     |
| 3                    | 1970–71              | Oituz Târgu Ocna                     |
| 4                    | 1971–72              | Constructorul Gheorghe Gheorghiu-Dej |
| 5                    | 1972–73              | Energia Gheorghe Gheorghiu-Dej       |
| 6                    | 1973–74              | Partizanul Bacău                     |
| 7                    | 1974–75              | Petrolistul Dărmănești               |
| 8                    | 1975–76              | Partizanul Bacău                     |
| 9                    | 1976–77              | Aripile Bacău                        |
| 10                   | 1977–78              | Victoria IRA Bacău                   |
| 11                   | 1978–79              | Textila Buhuși                       |
| 12                   | 1979–80              | Victoria IRA Bacău                   |
| 13                   | 1980–81              | Barajul TCH Bacău                    |
| 14                   | 1981–82              | Proletarul Bacău                     |
| 15                   | 1982–83              | Proletarul Bacău                     |
| 16                   | 1983–84              | Textila Buhuși                       |
| 17                   | 1984–85              | Proletarul Bacău                     |
| 18                   | 1985–86              | Letea Bacău                          |
| 19                   | 1986–87              | Mecon Gheorghe Gheorghiu-Dej         |
| 20                   | 1987–88              | Forestierul Agăș                     |
| 21                   | 1988–89              | Letea Bacău                          |
| 22                   | 1989–90              | Letea Bacău                          |
| 23                   | 1990–91              | CPL Bacău                            |
| 24                   | 1991–92              | Voința Petrobrad Asău                |

| Ed.                        | Sezon                      | Campioană                  |
| Divizia C – Faza Județeană | Divizia C – Faza Județeană | Divizia C – Faza Județeană |
| -------------------------- | -------------------------- | -------------------------- |
| 25                         | 1992–93                    | Petrolul Moinești          |
| 26                         | 1993–94                    | CSM Borzești               |
| 27                         | 1994–95                    | Letea Bacău                |
| 28                         | 1995–96                    | Gloria Zemeș               |
| 29                         | 1996–97                    | Aurora Bacău               |
| Divizia D                  |                            |                            |
| 30                         | 1997–98                    | Gloria Zemeș               |
| 31                         | 1998–99                    | Aerostar Bacău             |
| 32                         | 1999–00                    | Gloria Zemeș               |
| 33                         | 2000–01                    | Consart Bacău              |
| 34                         | 2001–02                    | Letea Bacău                |
| 35                         | 2002–03                    | Willy Bacău                |
| 36                         | 2003–04                    | Pambac Bacău               |
| 37                         | 2004–05                    | Willy Bacău                |
| 38                         | 2005–06                    | Petrom Zemeș               |
| Liga a IV-a                |                            |                            |
| 39                         | 2006–07                    | AS Mărgineni               |
| 40                         | 2007–08                    | FC Moinești                |
| 41                         | 2008–09                    | Mesagerul Bacău            |
| 42                         | 2009–10                    | Mesagerul Bacău            |
| 43                         | 2010–11                    | CS Căiuți                  |
| 44                         | 2011–12                    | CSM Moinești               |
| 45                         | 2012–13                    | AS Negri                   |
| 46                         | 2013–14                    | SC Bacău II                |

| Ed. | Sezon   | Campioană       |
| --- | ------- | --------------- |
| 47  | 2014–15 | SC Bacău II     |
| 48  | 2015–16 | Gauss Răcăciuni |
| 49  | 2016–17 | Viitorul Curița |
| 50  | 2017–18 | Gauss Bacău     |
| 51  | 2018–19 | CSM Bacău       |
| 52  | 2019–20 | Viitorul Curița |
| 53  | 2020–21 | Dinamo Bacău    |
| 54  | 2021–22 | Sportul Onești  |
| 55  | 2022–23 | Viitorul Curița |
| 56  | 2023–24 | Sportul Onești  |
| 57  | 2024–25 | AS Bârsănești   |